# Tryptyk Werla
Tryptyk Werla (Donator ze św. Janem Chrzcicielem i św. Barbarą, Ołtarz Werla) – częściowo zachowany tryptyk autorstwa flamandzkiego malarza Roberta Campina i jego uczniów, głównie Rogiera van der Weydena, któremu przypisuje się wykonanie obu skrzydeł. Zachowane skrzydła znajdują się w kolekcji muzeum Prado; część środkowa nie zachowała się.

## Opis
Tryptyk Werla jest jednym z ostatnich znanych dzieł Roberta Campina. Kompozycją przypomina wcześniejsze dzieło malarza, znane jako Tryptyk de Mérode. W tym wypadku również z lewej strony przedstawiony został w pozycji klęczącej donator, teolog z Kolonii i prowincjonał zgromadzenia franciszkanów Heinrich von Werl, skierowany w stronę prawej części obrazu, gdzie ukazano siedzącą, zaczytaną kobietę. Za donatorem stoi Jan Chrzciciel przedstawiony w charakterystyczny sposób: w czerwonej szacie i z barankiem na rękach. Między postaciami donatora i świętego zawieszone zostało lustro, w którym widoczne jest odbicie malarza i jego pomocnika.
W prawej części obrazu siedzi na ławce kobieta czytająca książkę. O tym, kim ona jest, świadczą umieszczone wokół atrybuty. Dzban na wodę, biały ręcznik oraz połyskujące szklane naczynie stojące na kominku symbolizują czystość i dziewiczość. W XV-wiecznej Europie były to przede wszystkim symbole Marii, ale także m.in. św. Barbary. Najważniejszym atrybutem św. Barbary, widocznym w tle za oknem, jest wieża, nawiązująca do jej uwięzienia przez własnego ojca Dioskura, poganina z Nikomedii w Bitynii lub w Heliopolis w Egipcie. Za odmowę zaparcia się wiary chrześcijańskiej Barbara została ścięta. Ten fakt ma symbolizować widoczny pod oknem kwiat, który początkowo był mylnie interpretowany jako lilia, symbol czystości. W rzeczywistości jest to mieczyk, który nawiązuje do narzędzia, którym ścięto św. Barbarę, czyli miecza. Usadowienie postaci Barbary również nawiązuje do przedstawienia znanego z ołtarza Mérode, co świadczy o wielkiej czci, jaką ją obdarzano.
Sufit ukazany jest odmiennie na każdym z paneli ołtarza, co może sprawiać wrażenie nieskładnej kompozycyjnie całości. Jednakże niezachowana centralna część ołtarza musiała nawiązywać do paneli bocznych, o czym świadczą schody, na których klęczy mnich, które musiały oddzielać go od postaci ukazanych na głównym panelu.